# Biskupský palác v Astorze
Biskupský palác v Astorze (španělsky Palacio Episcopal de Astorga, katalánsky Palau Episcopal d'Astorga) je původně biskupské sídlo ve městě Astorga v provincii León ve Španělsku. V letech 1889–1915 jej navrhl a postavil katalánský architekt Antoni Gaudí. Je to jedna ze tří staveb, které Gaudí postavil mimo Katalánsko. Od roku 1964 slouží budova jako muzeum.

## Historie

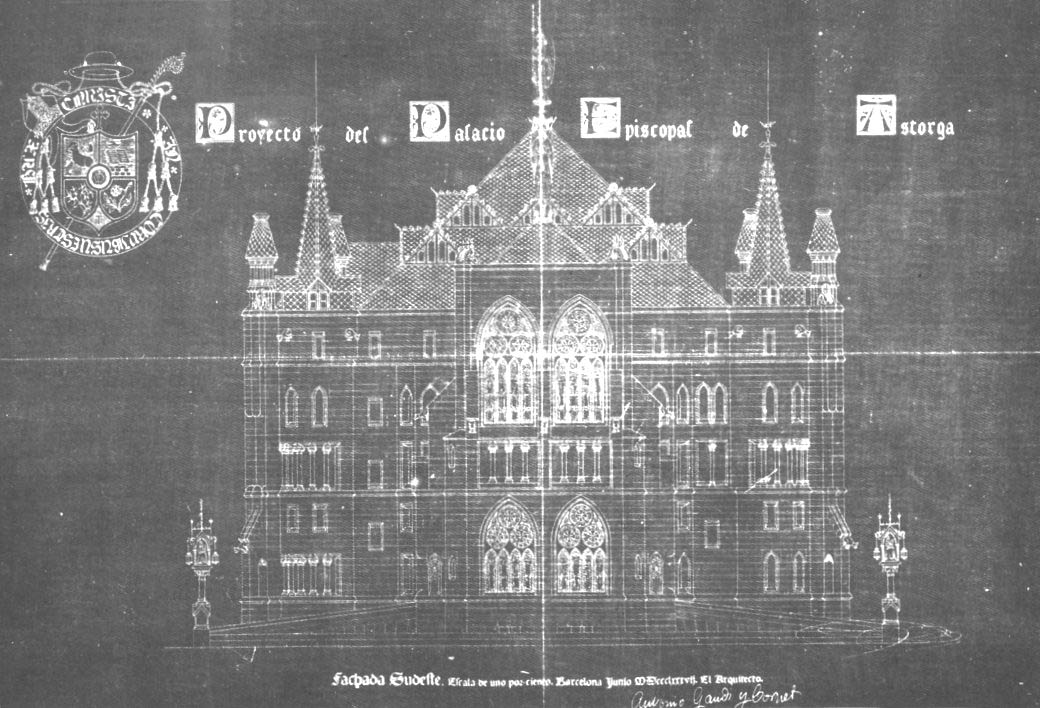
Výkres průčelí z původního Gaudího projektu z roku 1887.

Starý biskupský palác v Astroze, jehož počátky sahaly až do roku 1120, byl zcela zničen při požáru 23. prosince 1886. Tehdejší biskup Juan Bautista Grau y Vallespinos (12. listopad 1832 – 18. září 1893) se obrátil na Gaudího se žádostí, aby se ujal návrhu nového biskupského paláce. Oba se znali z Tarragony, kde Gaudí v roce 1880 pro tehdejšího generálního vikáře Graua navrhoval oltář. Gaudí práci v únoru 1887 přijal, přestože byl tehdy zaneprázdněn prací na dvou velkých stavbách v Barceloně: paláci Güell a kryptě kostela Svaté rodiny. V březnu byla volba architekta odsouhlasena i investorem – ministerstvem spravedlnosti (Ministerio de Gracia y Justicia). V červnu předložil Gaudí své návrhy, které se rada diecéze (Conferencia Diocesana de Astorga) v září rozhodla poslat k posouzení ministerstvu, to pak poslalo plány k vyjádření Královské akademii krásných umění v Madridu (Real Academia de Bellas Artes de San Fernando). Gaudí musel ke své nelibosti do projektu zapracovat různé připomínky schvalovatelů. V únoru 1889 byl projekt schválen.

Základní kámen stavby byl položen na svátek svatého Jana 24. června 1889. Stavba pokračovala rychle až do září 1893, kdy biskup Grau zemřel. Zanedlouho byly práce přerušeny. Diecézní rada požadovala změny v projektu a také se snažila snížit náklady na stavbu. Gaudí tyto požadavky odmítl a nakonec od vedení stavby odstoupil a odvolal i katalánské řemeslníky, které sem povolal z Barcelony. Jedním z důvodů pro toto rozhodnutí mohla být i skutečnost, že honoráře od ministerstva dostával se značným zpožděním.

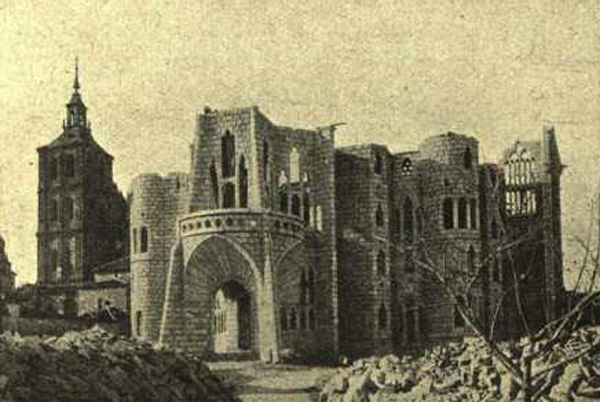
Palác během stavby, v pozadí věž katedrály.

Ve vedení stavby se potom vystřídali architekti Francesc Blanch i Pons a Manuel Hernandez y Alvarez Reyero, ale stavba nijak nepokročila. Biskup Julián de Diego y García Alcolea (biskupem 1904–1913) dokonce navštívil v roce 1905 v Barceloně Gaudího a požádal jej, aby se opět ujal stavby. Gaudí ale tuto nabídku odmítl kvůli zaneprázdnění stavbou chrámu Svaté rodiny. V roce 1905 byl stavbou pověřen architekt Ricardo García Guereta (1861–1936). Ten změnil Gaudího projekt a stavba se opět rozběhla, takže v roce 1913 byla vysvěcena kaple. V roce 1914 ale i on odstoupil z vedení stavby ve chvíli, kdy zbývalo dokončit poslední podlaží a doplnit dekorativní prvky.
V roce 1936 se z budovy stalo sídlo Falangy a během občanské války sloužila střídavě jako kasárna obou válčících stran. V roce 1956 se biskup José Castelltort Subeyre rozhodl palác dokončit co nejrychleji, aby se v něm mohl usídlit. Práce probíhaly velmi rychle, biskupova náhlá smrt mu ale v jeho záměru zabránila. Jeho nástupce ve funkci, biskup Marcelo kardinál González Martín rozhodl trvale sídlit v budově semináře a biskupský palác věnoval pro potřeby Muzea cest (Museo de los Caminos, Museum of the Roads). Slovo cesta v názvu muzea odkazuje na to, že Astroga leží na svatojakubské poutní cestě do Santiaga de Compostela. Expozice muzea obsahují umělecké sbírky biskupství, oddělení věnované historii paláce a poutní cestě do Santiaga, jakož i prostory pro dočasné výstavy.

## Popis

### Exteriér
Palác stojí v blízkosti katedrály Panny Marie z Astorgy. Jeho neogotický vnějšek má prvky hradu, zámku i chrámu. Nachází se na něm řada prvků, které připomínají opevnění (příkop, cimbuří). Průčelí jsou z bílé žuly z kraje Bierzo. Tato barva symbolizuje biskupský úřad.
Budova je orientována od jihovýchodu k severozápadu a je obklopena příkopem a kamennou zdí se železným zábradlím. Půdorys má tvar čtverce proťatého řeckým křížem. Na nárožích čtverce jsou válcové věže, přičemž severní věž má větší průměr než zbývající tři. Ramena kříže vystupují ze čtvercového půdorysu jako jakési rizality. V jihovýchodním rizalitu je hlavní vstup do budovy s portikem se třemi výraznými skloněnými gotickými oblouky a šikmými opěrnými pilíři, nad kterými jsou v prvním patře balkóny. Tento pozoruhodný Gaudího prvek přinesl během stavby statické problémy a musel být třikrát přestavěn. Další vstupy do budovy jsou na severovýchodní stěně a přes mostek směrem ke katedrále.

### Interiér
Budova má čtyři podlaží.

#### Sklep
Sklep je zbudován ve stylu mudéjarské gotiky. Klenby jsou z režného cihlového zdiva, sloupy a pilíře z hrubého kamene. Jeho prostor je prakticky nerozdělený a díky příkopu okolo paláce má přímé osvětlení a větrání. Původně byl určen pro biskupský archiv a sklep. Dnes je zde umístěno muzejní lapidárium a epigrafická a numismatická sbírka.

#### Přízemí
V přízemí se kolem ústřední haly nacházely kanceláře biskupství, generálního vikáře a biskupského sekretáře. Klenby jsou ozdobeny glazovanou keramikou, jejímž autorem je Jiménez de Jamúz. Opět zde nacházíme motivy múdejárské gotiky.

#### Patro
Hlavní místnosti objektu se nacházejí v prvním patře. Je zde kaple se třemi apsidami, biskupský trůnní sál, biskupova pracovna a jídelna. Všechny tyto místnosti jsou uspořádány kolem ústřední haly. Interiér je osvětlen řadou gotických oken zasklených barevnými vitrážemi, což vyvolává v interiérech působivou atmosféru. Podkroví, které projektoval Ricardo García Guereta, již atmosféru Gaudího části ztrácí. Z podkroví je vstup na chór kaple.

#### Střecha
Podle původního projektu měla být i střecha bílá a na ní měly být umístěny sochy andělů s atributy biskupského úřadu. Tato část projektu byla změněna a objekt kryje jednodušší břidlicová střecha. Sochy, které měly být na střeše umístěny, jsou dnes v zahradě paláce.

### Výzdoba paláce
Ačkoliv byla většina výzdoby provedena až po odchodu Gaudího, předpokládá se, že většina děl byla navržena nebo zhotovena podle jeho představ, protože biskup Diego y García to považoval za důležité.
Malby v kapli jsou dílem Fernanda Villodase. Na stěnách jsou zobrazeny scény ze života Panny Marie a Ježíše Krista a dále stvoření Adama a Evy a jejich vyhnání z ráje. Vitráže v kapli vytvořil v Barceloně usedlý francouzský umělec Joan H. Maumejean podle návrhů malíře Modesta Sancheze Cadenase. Autorem soch na chórovém ochozu kaple (svatý Turibius, svatý Genadius, svatý Isidor, svatý Ildefons, Panna Maria s Ježíškem) byl Enrique Marín e Higuero.

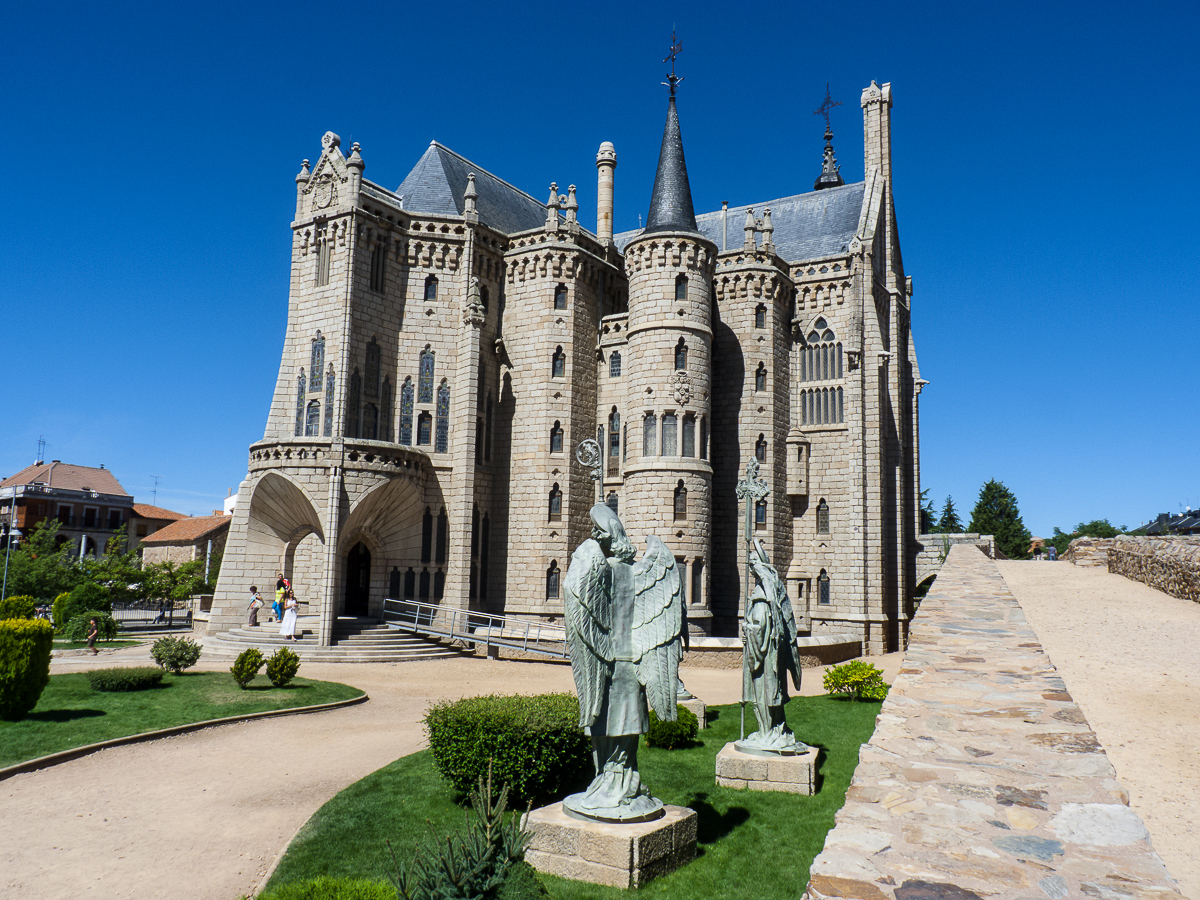
Portikus hlavního vstupu do paláce. V popředí sochy andělů, které měly být umístěny na střeše.
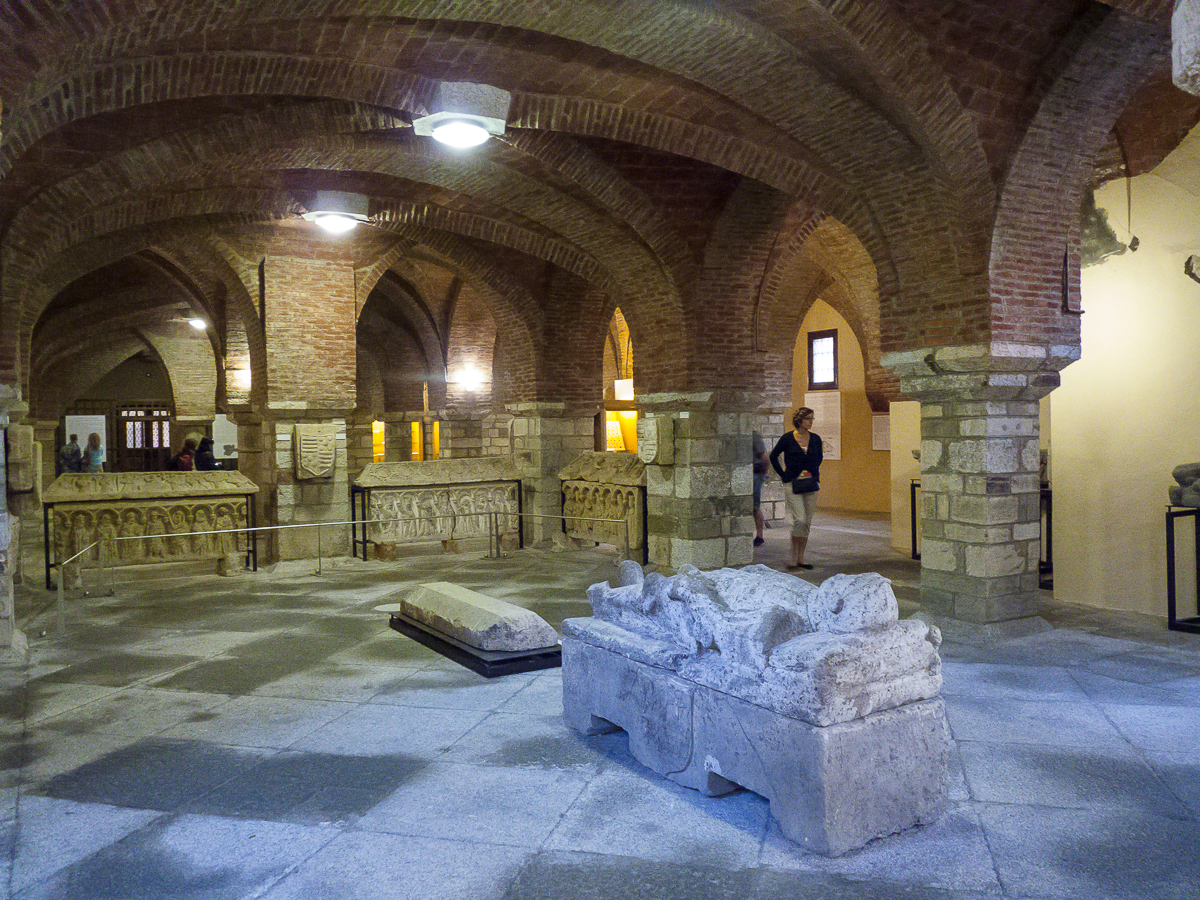
Sklep paláce
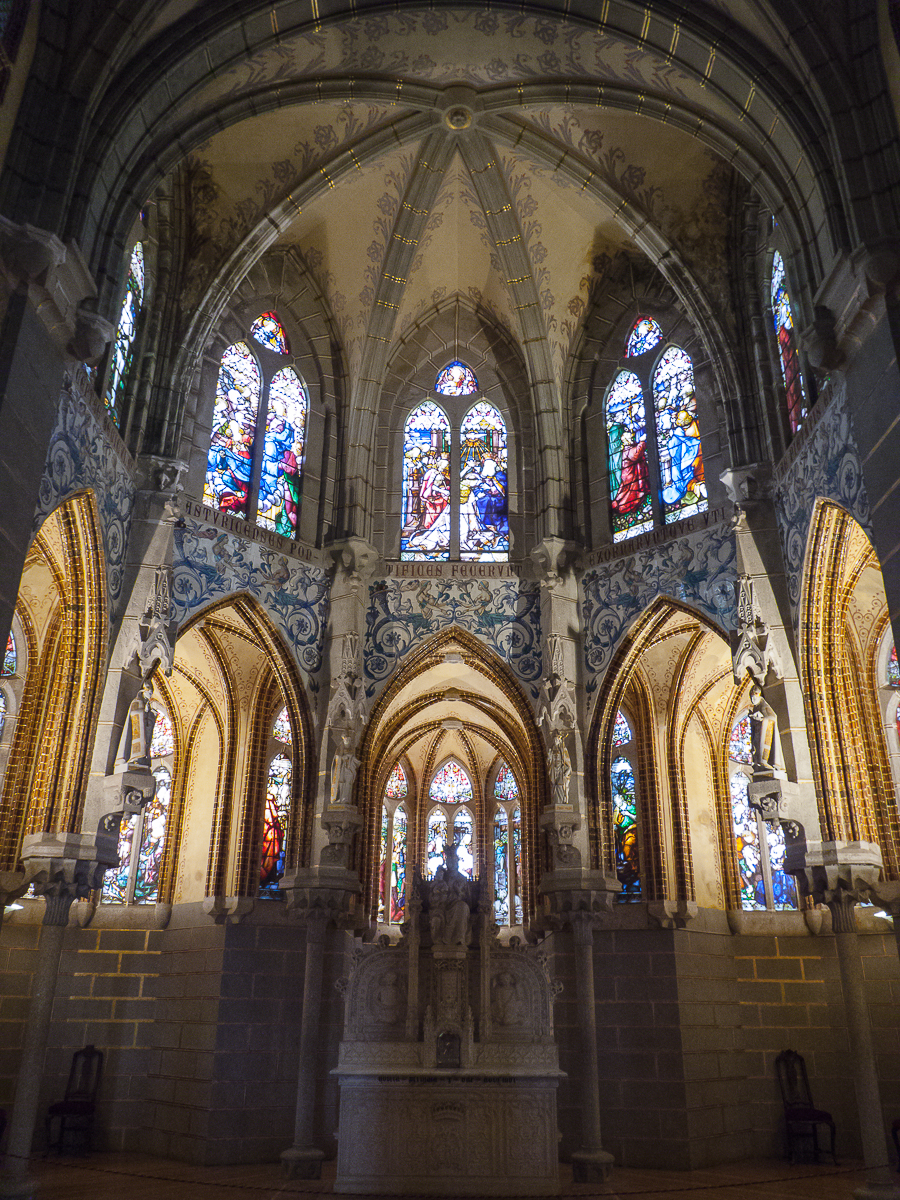
Kaple
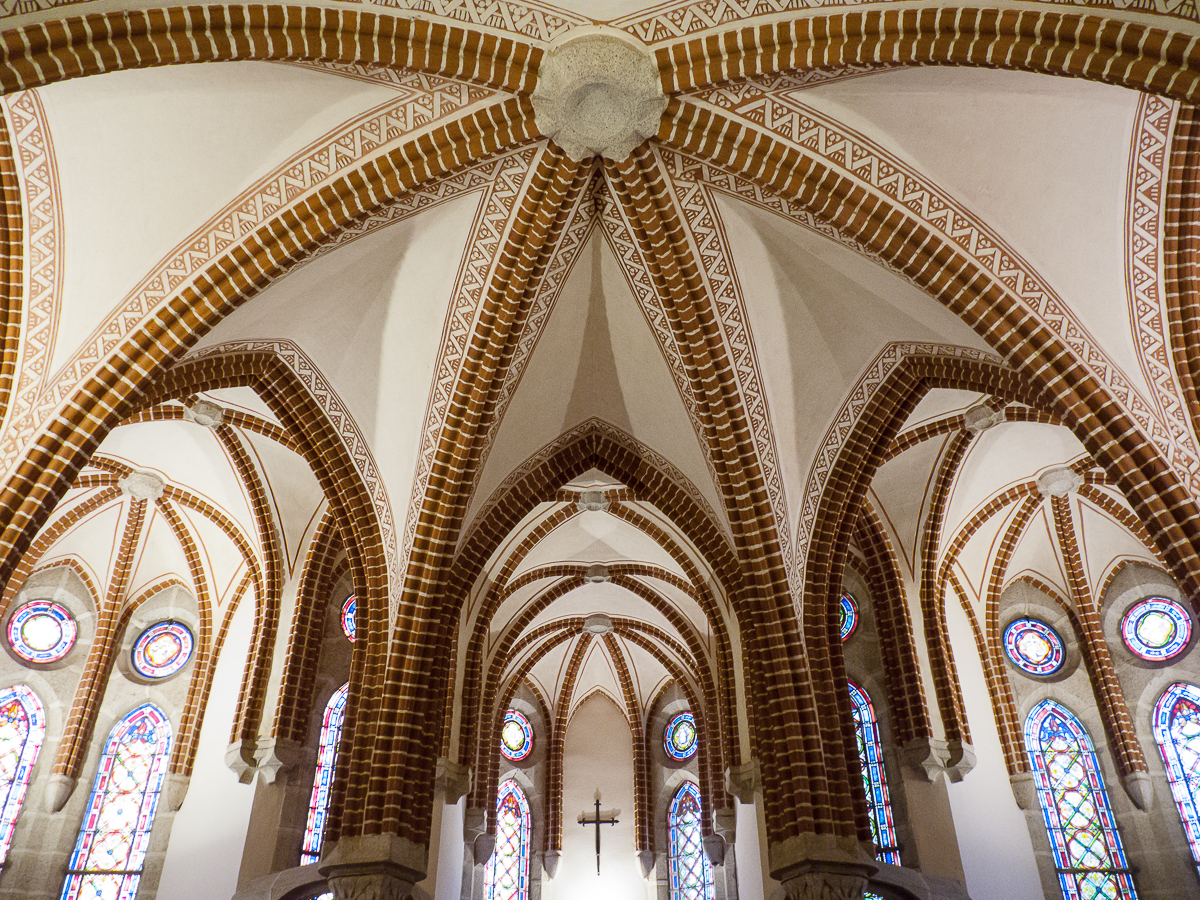
Klenby v přízemí.
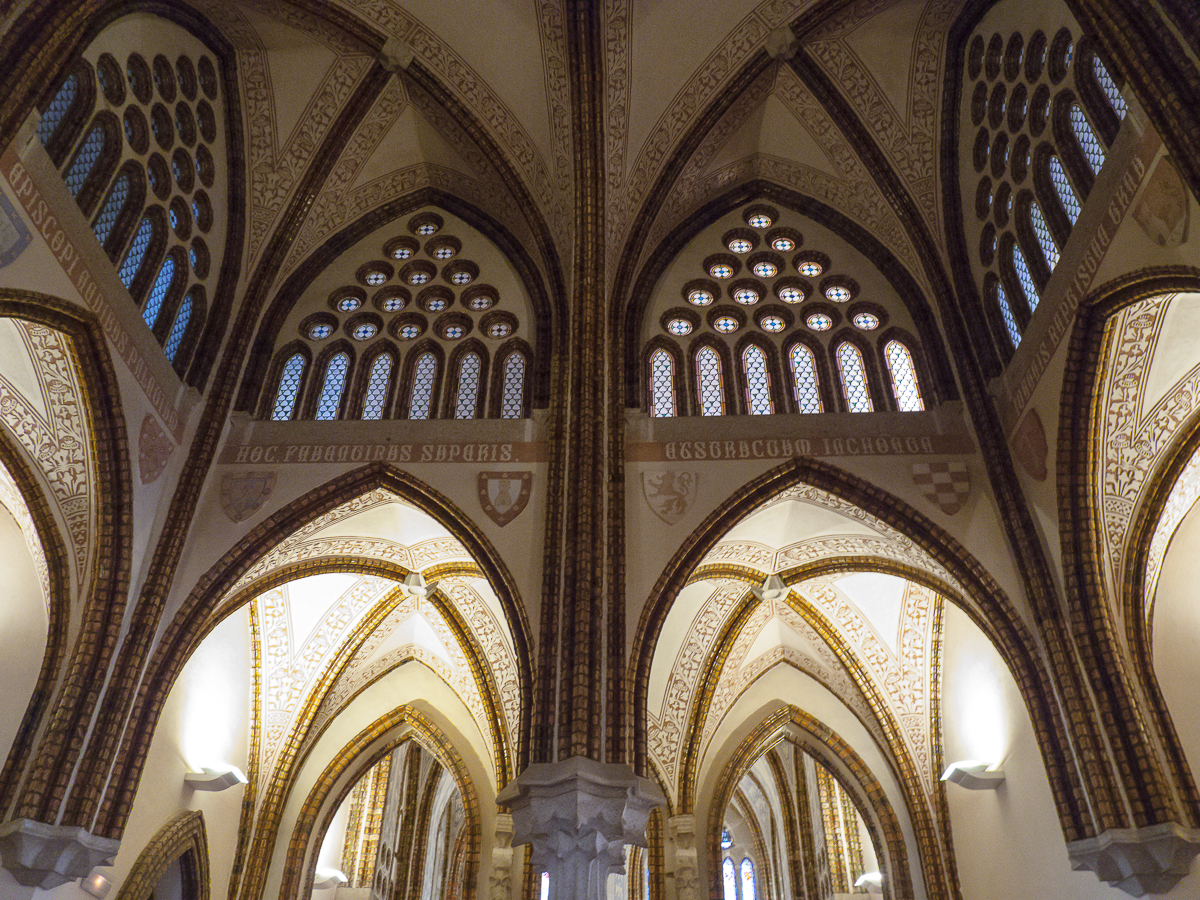
Klenba v centrální hale.
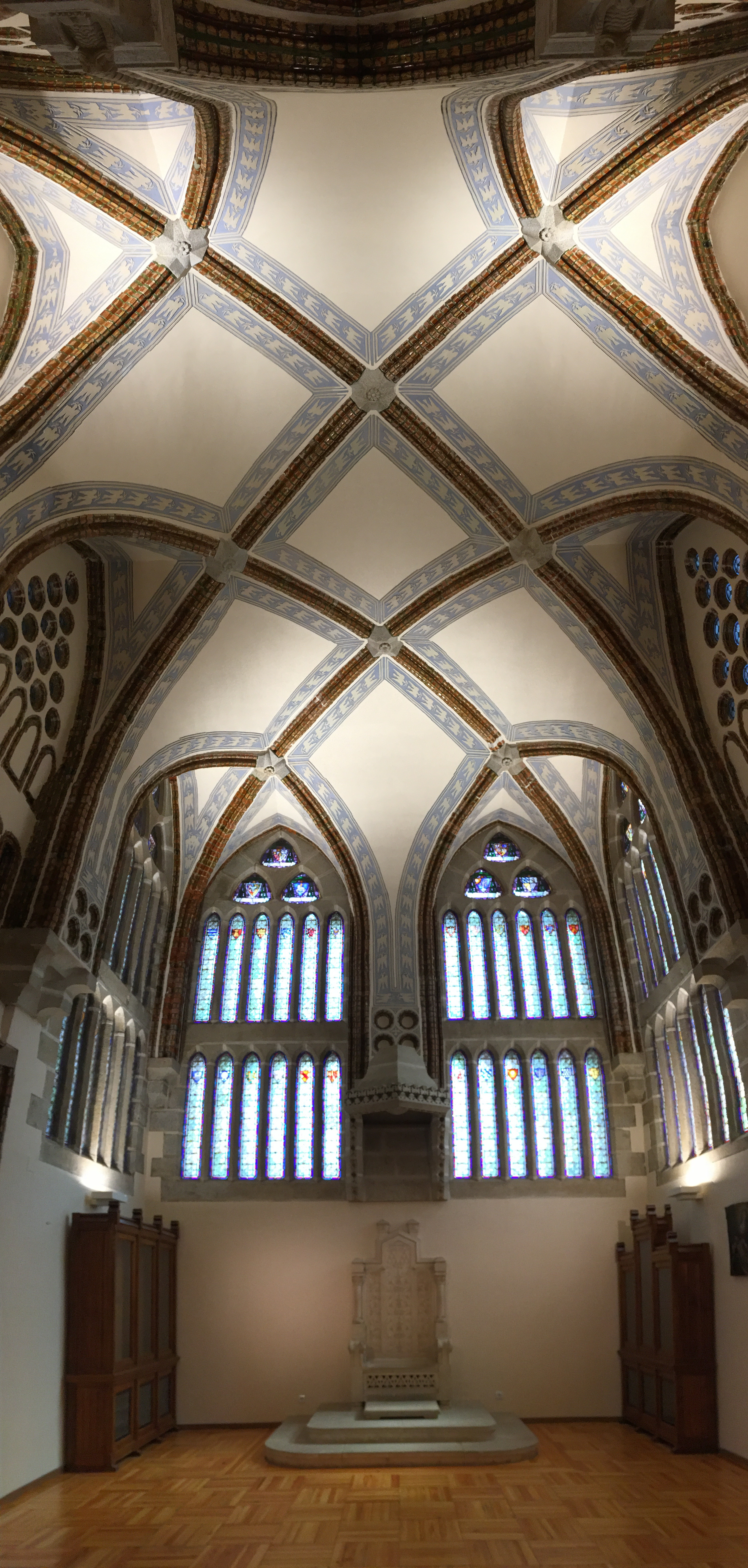
Trůnní sál v prvním patře.